# Zhang Yifan (tirador)
Zhang Yifan (en chino: 张益梵; 11 de septiembre de 2000) es un deportista chino que compite en tiro, en la modalidad de pistola. Ganó una medalla de plata en el Campeonato Mundial de Tiro de 2022, en la prueba de 10 m.

## Palmarés internacional
| Campeonato Mundial | Campeonato Mundial | Campeonato Mundial | Campeonato Mundial |
| Año                | Lugar              | Medalla            | Prueba             |
| ------------------ | ------------------ | ------------------ | ------------------ |
| 2022               | El Cairo (Egipto)  | Medalla de plata   | Pistola 10 m       |